# 石渡廣一
石渡 廣一（いしわたり ひろかず、1955年12月9日 - ）は、日本の実業家。独立行政法人都市再生機構副理事長を経て、日本総合住生活株式会社代表取締役社長。

## 人物・経歴
東京都出身。1979年東京工業大学（のちの東京科学大学）建築学科卒業。1981年東京工業大学大学院総合理工学研究科修了、日本住宅公団入社。都市再生機構業務第二部居住整備チームリーダー、都市再生機構業務第2ユニット総括リーダー等を経て、2010年都市再生機構団地再生部長。2012年都市再生機構東日本都市再生本部長。2014年退職、都市再生機構理事（技術調査等担当）。2015年都市再生機構理事長代理（技術調査等担当）。2016年から都市再生機構副理事長を務め、先端技術の活用などを進めた。2018年東京都市大学大学院総合理工学研究科客員教授。2019年日本総合住生活代表取締役社長。この間、公益財団法人住宅リフォーム・紛争処理支援センター評議員も務めた。